# Whitburn (Écosse)
Whitburn est une petite ville dans le West Lothian, en Écosse. Elle est située à mi-chemin entre Glasgow et Édimbourg.